# Lim Chong Eu
Tun Dato Seri Dr. Lim Chong Eu (en chino simplificado: 林苍祐; en chino tradicional: 林蒼祐; en pinyín: Lín Cāng Yòu; Colonias del Estrecho, 28 de mayo de 1919 - Tanjung Bungah, Penang, 24 de noviembre de 2010) conocido simplemente como Lim Chong Eu, fue un médico y político malasio que fungió como Ministro Principal del Estado de Penang entre 1969 y 1990, siendo la persona que más tiempo ocupó el cargo, con un récord de veintiún años.
Lim fue fundador del Partido del Movimiento Popular Malasio (Gerakan), con el que ganó por amplio margen las elecciones estatales de Penang en 1969, arrebatándole el control del estado a la Alianza oficialista. Posteriormente, sin embargo, aceptó que el Gerakan se uniera al Barisan Nasional (Frente Nacional), integrándose al oficialismo federal. Durante su mandato, se realizaron gran cantidad de obras de infraestructura, como la Torre Administrativa KOMTAR y el puente de Penang, uno de los más largos del mundo. También se destacó el surgimiento de la Zona Industrial Libre, que se convirtió en uno de los centros de electrónica más poderosos de Asia. Se le conoce informalmente como el Arquitecto del Penang Moderno.
Como líder del Gerakan, fue sucesivamente reelecto en las elecciones de 1974, 1978, 1982, y 1986. En 1990, aunque el Barisan Nasional volvió a triunfar, Lim perdió su escaño estatal ante el líder del Partido de Acción Democrática, Lim Kit Siang, y quedó imposibilitado constitucionalmente para ejercer el cargo. Debió ser suplantado por Koh Tsu Koon. Se retiró de la política después de esto y se dedicó a los negocios. Falleció en 2010 a la edad de 91 años en el Hospital de Penang.